# Rutidea parviflora
Rutidea parviflora är en måreväxtart som beskrevs av Dc.. Rutidea parviflora ingår i släktet Rutidea och familjen måreväxter. Inga underarter finns listade i Catalogue of Life.